# La Haie-Traversaine
La Haie-Traversaine ist eine französische Gemeinde mit 466 Einwohnern (Stand: 1. Januar 2022) im Département Mayenne in der Region Pays de la Loire; sie gehört zum Arrondissement Mayenne und zum Kanton Lassay-les-Châteaux. Die Einwohner werden Traversainois genannt.

## Geographie
La Haie-Traversaine liegt etwa 35 Kilometer nordnordöstlich des Stadtzentrums von Laval am Fluss Mayenne. Umgeben wird La Haie-Traversaine von den Nachbargemeinden Ambrières-les-Vallées im Norden, Saint-Loup-du-Gast im Nordosten, Saint-Fraimbault-de-Prières im Osten und Südosten, Mayenne im Süden, Parigné-sur-Braye im Südwesten sowie Oisseau im Westen.

## Bevölkerungsentwicklung
| Jahr                       | 1962 | 1968 | 1975 | 1982 | 1990 | 1999 | 2006 | 2019 |
| Einwohner                  | 327  | 317  | 306  | 334  | 391  | 420  | 484  | 464  |
| Quellen: Cassini und INSEE |      |      |      |      |      |      |      |      |

## Sehenswürdigkeiten
- Kirche Saint-Pierre aus dem 15. Jahrhundert
- Kapelle Notre-Dame-de-la-Vallée aus dem 19. Jahrhundert
- Schloss Lozé aus dem 18. Jahrhundert
- Schloss Le Pont aus dem 18. Jahrhundert

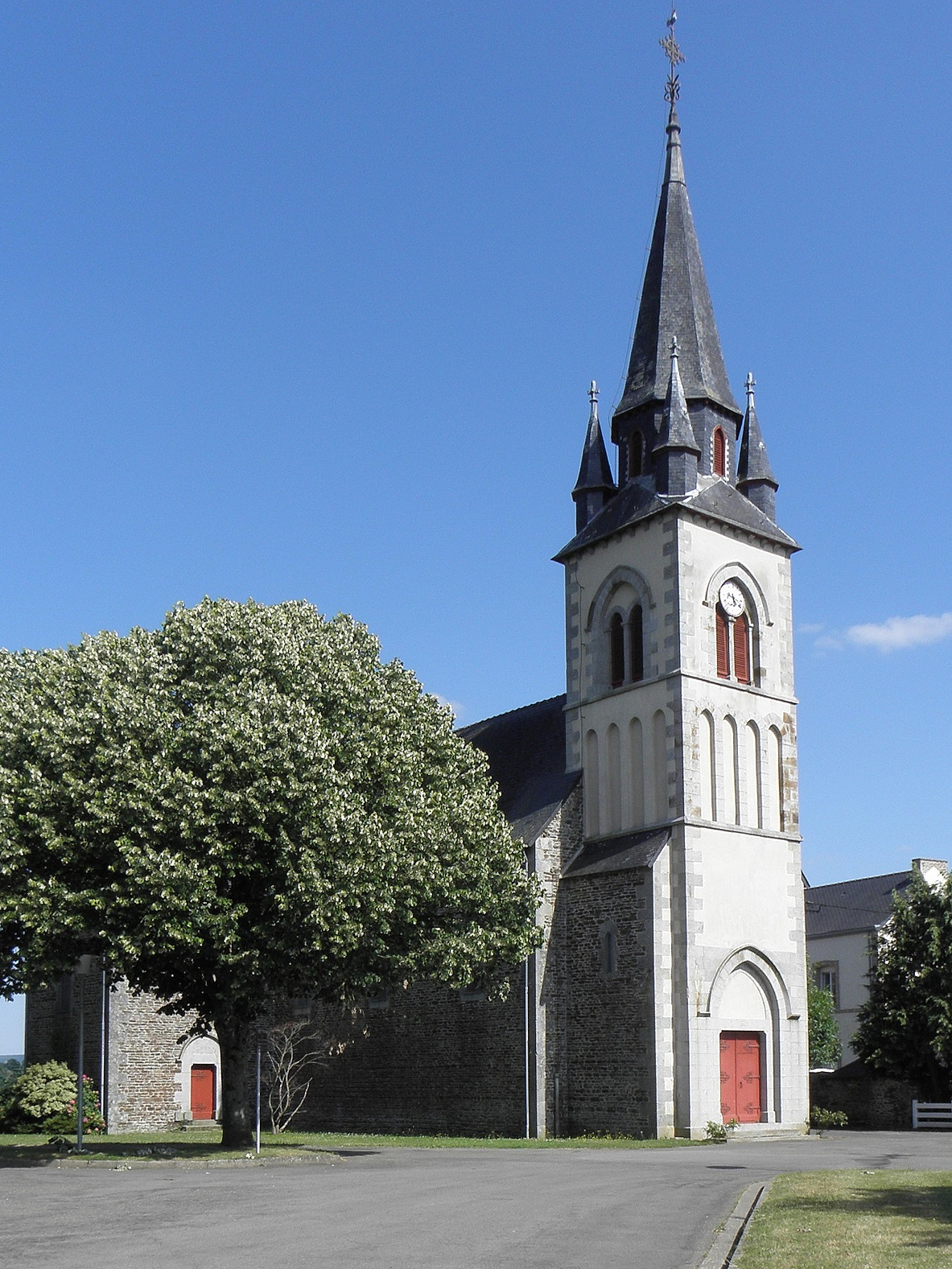
Kirche Saint-Pierre